# James Hill (Filmproduzent)
James Hill (* 1. August 1916 in Jeffersonville, Indiana; † 11. Januar 2001 in Santa Monica, Kalifornien) war ein US-amerikanischer Drehbuchautor und Filmproduzent, der zusammen mit Harold Hecht und Burt Lancaster die Produktionsfirma Hecht-Hill-Lancaster gründete.

## Leben
James Hill wurde 1916 als Sohn eines Anwalts in Jeffersonville, Indiana, geboren. Nach dem Besuch der University of Washington begann er seine berufliche Karriere als Laufbursche beim Hörfunk der NBC in New York, wo er schon bald auch als Drehbuchautor tätig war.
1947 schrieb und produzierte er die Radio-Reihe Beulah, in der Hattie McDaniel die Hauptrolle übernahm. Daraufhin ging er nach Hollywood, wo er als Autor von MGM unter Vertrag genommen wurde.
Seine Zusammenarbeit mit Burt Lancaster und dem ehemaligen Agenten Harold Hecht begann 1954, als diese ein Drehbuch von Hill unter dem Titel Weißer Herrscher über Tonga (His Majesty O’Keefe, 1954) verfilmten. Nachdem Hecht und Lancaster mit United Artists einen Vertrag abgeschlossen hatten, der ihnen die völlige Kontrolle über ihre Filmprojekte zusicherte, fragten sie Hill, ob er sich ihnen anschließen wolle. Hill trat daraufhin für den Western Vera Cruz (1954) erstmals als Filmproduzent in Erscheinung. Lancaster und Gary Cooper spielten die Hauptrollen, während Robert Aldrich die Regie übernahm. Die Kritiken rügten zwar die zynisch humorvolle Darstellung von Gier und Unmoral, Vera Cruz wurde dennoch ein großer Erfolg an der Kinokasse und gilt heute als ein Vorläufer des Italowesterns. Hills nächste Produktion, Carol Reeds Zirkusdrama Trapez (Trapeze, 1956), wurde ein noch größerer Hit, in dem erneut Lancaster neben Tony Curtis und Gina Lollobrigida die Hauptrolle übernahm. Inzwischen gehörte Hill offiziell zur neu entstandenen Produktionsfirma Hecht-Hill-Lancaster, die 1957 ihren künstlerisch größten Triumph mit Dein Schicksal in meiner Hand (Sweet Smell of Success) verbuchen konnte. Der Film erhielt sehr gute Kritiken, erwies sich an der Kinokasse jedoch als Flop.
Als nächstes Projekt entschied sich das Produzententrio mit U 23 – Tödliche Tiefen (Run Silent, Run Deep, 1958) für ein kommerziell ausgerichtetes U-Boot-Abenteuer, in dem Lancaster unter der Regie von Robert Wise an der Seite von Clark Gable zu sehen ist. Es folgte eine Verfilmung von Terence Rattigans Bühnenstück Separate Tables, das sowohl in London als auch in New York erfolgreich in den Theatern lief. Lancaster sicherte die Verfilmungsrechte und wollte Laurence Olivier als Regisseur für das Projekt unter dem Titel Getrennt von Tisch und Bett (Separate Tables, 1958) verpflichten. Olivier und dessen Frau Vivien Leigh sollten auch zwei der Hauptrollen spielen, doch als Lancaster eine weitere Hauptrolle, die Olivier mit Spencer Tracy besetzen wollte, für sich beanspruchte, kam es zum Bruch und sowohl Olivier als auch Leigh verließen das Projekt. James Hill schlug daraufhin Rita Hayworth für Leighs Rolle vor.
Hill und Hayworth hatten sich bei einer Silvesterparty eines gemeinsamen Freundes, dem Make-up-Mann Robert Schiffer, kennengelernt. Hill war in Hollywood jahrelang als Junggeselle bekannt, Hayworth hatte sich hingegen 1955 von ihrem vierten Ehemann, Sänger Dick Haymes, scheiden lassen. Hill und Hayworth trafen sich fortan regelmäßig und traten am 2. Februar 1958 vor den Traualtar. Mit der Rolle der Ann Shankland in Getrennt von Tisch und Bett hoffte Hill, Hayworth als seriöse Schauspielerin zu etablieren. Der Film erhielt zahlreiche Preise, unter anderem zwei Oscars für David Niven und Wendy Hiller. Die Ehe von Hill und Hayworth stand jedoch unter keinem guten Stern. Hayworth zeigte erste Symptome der Alzheimer-Krankheit und hatte wie Hill zunehmend Alkoholprobleme. Auch die Produktionen von Hecht-Hill-Lancaster waren zunehmend von Misserfolgen geprägt. Der gemeinsam produzierte Western Denen man nicht vergibt (The Unforgiven, 1960), in dem Audrey Hepburn als Indianerin neben Lancaster allgemein als fehlbesetzt gilt, wurde selbst von seinem Regisseur John Huston nicht gemocht. Die letzte Zusammenarbeit von Hecht, Hill und Lancaster für John Frankenheimers Filmdrama Der Gefangene von Alcatraz (Birdman of Alcatraz, 1962), dessen Geschichte über den Vogelkundler Robert Stroud auf wahren Begebenheiten beruht, war ein letzter Erfolg.
1962 gründete Hill zusammen mit Hayworth die Firma Hillworth Productions, mit der sie gemeinsam Hayworths nächsten Film, die Gaunerkomödie Rendezvous in Madrid (The Happy Thieves, 1962), produzierten. Neben Hayworth übernahm Rex Harrison die männliche Hauptrolle. Der Film erwies sich jedoch sowohl bei Kritikern als auch beim Publikum als Misserfolg. Bereits kurz nachdem die Dreharbeiten beendet wurden, ließen sich Hill und Hayworth am 7. September 1961 scheiden. 1983 widmete Hill seiner Ex-Frau ein Buch unter dem Titel Rita Hayworth: A Memoir. Darin erinnert er sich an ihre gemeinsame Zeit und beschreibt die Gründe für ihre Trennung. Ihm zufolge habe er Hayworth zu sehr gedrängt, ihre Karriere fortzuführen, während sie sich vom Showgeschäft zurückziehen wollte, um zu malen. Hayworth starb 1987 an den Folgen ihrer Alzheimer-Erkrankung. Hill erkrankte später ebenfalls an Alzheimer und starb 2001 im Alter von 84 Jahren in Santa Monica.

## Filmografie (Auswahl)
Drehbuch
- 1954: Weißer Herrscher über Tonga (His Majesty O’Keefe) – Regie: Byron Haskin

Produktion
- 1954: Vera Cruz – Regie: Robert Aldrich
- 1955: Der Mann aus Kentucky (The Kentuckian) – Regie: Burt Lancaster
- 1956: Trapez (Trapeze) – Regie: Carol Reed
- 1957: Dein Schicksal in meiner Hand (Sweet Smell of Success) – Regie: Alexander Mackendrick
- 1958: Getrennt von Tisch und Bett (Separate Tables) – Regie: Delbert Mann
- 1960: Denen man nicht vergibt (The Unforgiven) – Regie: John Huston
- 1962: Rendezvous in Madrid (The Happy Thieves) – Regie: George Marshall